# Cobras e Lagartos
Cobras e Lagartos est une telenovela brésilienne diffusée en 2006 par Rede Globo.